# Zoubeir Baya
Zoubeir Baya (M'Saken, Túnez, 15 de mayo de 1971) es un ex-futbolista tunecino, se desempeñaba como centrocampista, de corte ofensivo.

## Clubes
| Club            | País     | Año         | Partidos | Goles |
| Étoile du Sahel | Túnez    | 1991 - 1997 | 127      | 34    |
| SC Friburgo     | Alemania | 1997 - 2001 | 114      | 21    |
| Beşiktaş JK     | Turquía  | 2001 - 2002 | 26       | 2     |
| Étoile du Sahel | Túnez    | 2002 - 2005 | 52       | 13    |
| CS M'Saken      | Túnez    | 2005 - 2006 | ¿?       | ¿?    |

## Goles con selección nacional
| N.º | Fecha                   | Sede                                           | Rival                           | Marcador | Resultado | Torneo                                                  |
| --- | ----------------------- | ---------------------------------------------- | ------------------------------- | -------- | --------- | ------------------------------------------------------- |
| 1   | 10 de junio de 1994     | Stade Léopold Sédar Senghor, Dakar, Senegal    | Senegal                         | 1–2      | 2–2       | Amistoso                                                |
| 2   | 10 de junio de 1994     | Stade Léopold Sédar Senghor, Dakar, Senegal    | Senegal                         | 2–2      | 2–2       | Amistoso                                                |
| 3   | 29 de enero de 1995     | Stade El Menzah, Tunis, Túnez                  | Mauritania                      | 1–0      | 1–0       | Clasificación para la Copa Africana de Naciones de 1996 |
| 4   | 4 de junio de 1995      | Stade de Kégué, Lomé, Togo                     | Togo                            | 1–0      | 1–0       | Clasificación para la Copa Africana de Naciones de 1996 |
| 5   | 15 de diciembre de 1995 | Stade El Menzah, Tunis, Túnez                  | Libia                           | 3–1      | 4–1       | Amistoso                                                |
| 6   | 2 de enero de 1996      | Stade El Menzah, Tunis, Tunisia                | Guinea                          | 1–0      | 3–0       | Friendly                                                |
| 7   | 4 de enero de 1996      | Princess Magogo Stadium, Durban, Sudáfrica     | Angola                          | 3–0      | 5–1       | Amistoso                                                |
| 8   | 28 de enero de 1996     | Free State Stadium, Bloemfontein, Sudáfrica    | Gabón                           | 1–0      | 1–1       | Copa Africana de Naciones 1996                          |
| 9   | 31 de enero de 1996     | Kings Park Stadium, Durban, Sudáfrica          | Zambia                          | 2–0      | 4–2       | Copa Africana de Naciones 1996                          |
| 10  | 12 de enero de 1997     | Stade El Menzah, Tunis, Túnez                  | Egipto                          | 1–0      | 1–0       | Clasificación para la Copa Mundial de Fútbol de 1998    |
| 11  | 17 de agosto de 1997    | Stade El Menzah, Tunis, Túnez                  | Namibia                         | 1–0      | 4–0       | Clasificación para la Copa Mundial de Fútbol de 1998    |
| 12  | 17 de agosto de 1997    | Stade El Menzah, Tunis, Túnez                  | Namibia                         | 3–0      | 4–0       | Clasificación para la Copa Mundial de Fútbol de 1998    |
| 13  | 27 de febrero de 1999   | Stade El Menzah, Tunis, Túnez                  | Uganda                          | 4–0      | 6–0       | Clasificación para la Copa Africana de Naciones de 2000 |
| 14  | 6 de junio de 1999      | Stade El Menzah, Tunis, Túnez                  | Argelia                         | 2–0      | 2–0       | Clasificación para la Copa Africana de Naciones de 2000 |
| 15  | 8 de julio de 2000      | Stade El Menzah, Tunis, Túnez                  | Madagascar                      | 1–0      | 1–0       | Clasificación para la Copa Mundial de Fútbol de 2002    |
| 16  | 25 de febrero de 2001   | Stade El Menzah, Tunis, Túnez                  | República Democrática del Congo | 5–0      | 6–0       | Clasificación para la Copa Mundial de Fútbol de 2002    |
| 17  | 9 de mayo de 2001       | Stade El Menzah, Tunis, Túnez                  | Liberia                         | 3–0      | 7–0       | Amistoso                                                |
| 18  | 9 de mayo de 2001       | Stade El Menzah, Tunis, Túnez                  | Liberia                         | 7–0      | 7–0       | Amistoso                                                |
| 19  | 1 de julio de 2001      | Stade El Menzah, Tunis, Túnez                  | Congo                           | 3–0      | 6–0       | Clasificación para la Copa Mundial de Fútbol de 2002    |
| 20  | 1 de julio de 2001      | Stade El Menzah, Tunis, Túnez                  | Congo                           | 5–0      | 6–0       | Clasificación para la Copa Mundial de Fútbol de 2002    |
| 21  | 15 de julio de 2001     | Stade des Martyrs, Kinshasa, RD Congo          | República Democrática del Congo | 2–0      | 3–0       | Clasificación para la Copa Mundial de Fútbol de 2002    |
| 22  | 15 de julio de 2001     | Stade des Martyrs, Kinshasa, RD Congo          | República Democrática del Congo | 3–0      | 3–0       | Clasificación para la Copa Mundial de Fútbol de 2002    |
| 23  | 20 de marzo de 2002     | Ullevaal Stadion, Oslo, Noruega                | Noruega                         | 1 - 1    | 1–2       | Amistoso                                                |
| 24  | 30 de abril de 2002     | Stade El Menzah, Tunis, Túnez                  | Malta                           | 2–1      | 2–1       | Amistoso                                                |
| 25  | 25 de mayo de 2002      | Mohammed Al-Hamad Stadium, Kuwait City, Kuwait | Kuwait                          | 1–0      | 3–1       | Amistoso                                                |
| 26  | 25 de mayo de 2002      | Mohammed Al-Hamad Stadium, Kuwait City, Kuwait | Kuwait                          | 2–0      | 3–1       | Amistoso                                                |
| 27  | 25 de mayo de 2002      | Mohammed Al-Hamad Stadium, Kuwait City, Kuwait | Kuwait                          | 3–1      | 3–1       | Amistoso                                                |